# 孫謙豫
孫謙豫，字立亭，号建侯，贵州贵阳人，清朝政治人物、進士出身。

## 生平
道光二年（1822年）清宣宗登極壬午恩科進士，二甲八十二名，官山西沁水知縣。著有《龍泉詩集》。

## 家族
其子孙濂，是道光二十一年进士，曾官四川宜宾知县、成都知府、成绵龙茂道（川西道）、四川按察使等。该父子是贵阳有名的父子进士。